# Geoffrey Marcy

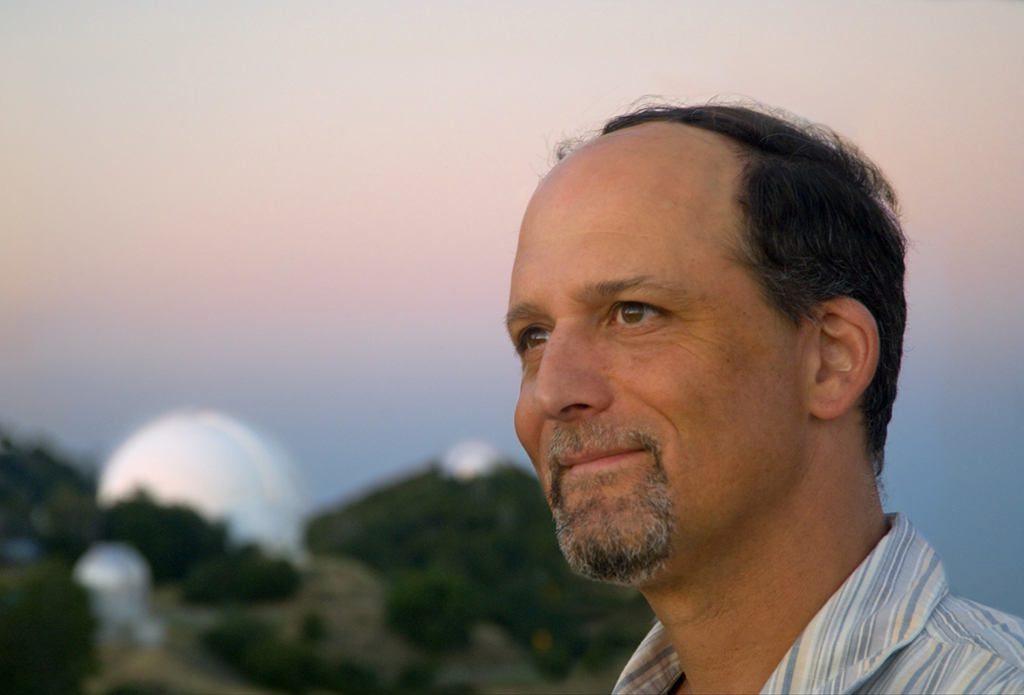
Geoffrey Marcy

Geoffrey William Marcy (* 29. September 1954 in St. Clair Shores, Michigan) ist ein US-amerikanischer Astronom und Astrophysiker, bekannt für seine Entdeckungen von Exoplaneten.

## Leben
Marcy schloss 1976 sein Physik- und Astronomiestudium an der University of California, Los Angeles mit summa cum laude ab. 1982 wurde er an der University of California, Santa Cruz im Bereich der Astronomie und Astrophysik promoviert. Nach einer Assistenz an der Carnegie Institution of Washington (1982–1984) wurde er außerordentlicher Professor in Physik und Astronomie an der San Francisco State University. Seit 1999 hat er zudem einen Lehrstuhl in Astrophysik an der University of California, Berkeley.
Er wurde durch seine Entdeckungen extrasolarer Planeten international bekannt. Von den ersten 100 bekannten Exoplaneten entdeckte er 70. Marcy bestätigte auch mit R. Paul Butler die Entdeckung des ersten Exoplaneten in einem sonnenähnlichen System (dem von 51 Pegasi) durch Michel Mayor und Didier Queloz (1995).
2012 übernahm Geoffrey Marcy den Watson and Marilyn Alberts Chair in the Search for Extraterrestrial Intelligence (SETI), eine Stiftungsprofessur am Institut für Astronomie der University of California, Berkeley, deren Forschungsthema die Suche nach außerirdischer Intelligenz ist.
Die Literatur- und Zitationsdatenbank Scopus führt ihn als Autor bzw. Mitautor von 385 Fachpublikationen und schreibt ihm einen h-Index von 115 zu (Stand: 2023). Seit 2013 zählt ihn Thomson Reuters aufgrund der Zahl seiner Zitationen zu den Favoriten auf einen Nobelpreis (Thomson Reuters Citation Laureates).
Wegen sexueller Belästigung von Studierenden trat er im Oktober 2015 von seinen Ämtern zurück. 2021 wurde seine Mitgliedschaft in der National Academy of Sciences aufgehoben.

## Auszeichnungen
- 2001 Henry Draper Medal
- 2002 Mitglied der National Academy of Sciences
- 2005 Shaw Prize für Astronomie
- 2010 Mitglied der American Academy of Arts and Sciences

## Publikationen (Auswahl)
- mit R. P. Butler u. a.: Attaining Doppler precision of 3 M s-1, Publications of the Astronomical Society of the Pacific, Band 108, 1996, S. 500
- mit R. P. Butler: A planetary companion to 70 Virginis, Astroph. J. Letters, Band 464, 1996, L 147
- mit R. P. Butler u. a.: Three new “51 Pegasi-type” planets, Astroph. J. Letters, Band 474, 1997, L 115
- mit R. P. Butler: Detection of extrasolar giant planets, Annual Review of Astronomy and Astrophysics, Band 36, 1998, S. 57–97
- mit G. W. Henry u. a.: A transiting “51 Peg-like” planet, Astroph. J. Letters, Band 529, 1999, L 41
- mit R. P. Butler u. a.: Observed Properties of Exoplanets: Masses, Orbits, and Metallicities, Progress of Theoretical Physics Supplement, Band 158, 2005, S. 24–42, (PDF; 629 kB)
- mit R. P. Butler u. a.: Catalog of nearby exoplanets, Astroph. J., Band 646, 2006, S. 505
- mit D. G. Koch u. a.: Kepler mission design, realized photometric performance, and early science, Astroph. J. Letters, Band 713, 2010, L 79
- mit W. J. Borucki u. a.: Kepler planet-detection mission: introduction and first results, Science, Band 327, 2010, S. 977–980
- mit W. J. Borucki u. a.: Characteristics of planetary candidates observed by Kepler. II. Analysis of the first four months of data, Astroph. J., Band 736, 2011, S. 19
- mit N. M. Batalha u. a.: Planetary candidates observed by Kepler. III. Analysis of the first 16 months of data, Astroph. J. Suppl. Series, Band 204, 2013, S. 23
- mit E. A. Petigura, A. W. Howard: Prevalence of Earth-size planets orbiting Sun-like stars, Proceedings of the National Academy of Sciences, Band 110, 2013, S. 19273–19278
- mit S. B. Howell u. a.: The K2 mission: characterization and early results, Publications of the Astronomical Society of the Pacific, Band 126, 2014, S. 398